# Arrondissement d'Argelès-Gazost
L'arrondissement d'Argelès-Gazost est une division administrative française, située dans le département des Hautes-Pyrénées et la région Occitanie.

## Composition

### Composition avant 2015
Liste des cantons de l'arrondissement d'Argelès-Gazost :
- canton d'Argelès-Gazost ;
- canton d'Aucun ;
- canton de Lourdes-Est ;
- canton de Lourdes-Ouest ;
- canton de Luz-Saint-Sauveur ;
- canton de Saint-Pé-de-Bigorre.

### Découpage communal depuis 2015
Depuis 2015, le nombre de communes des arrondissements varie chaque année soit du fait du redécoupage cantonal de 2014 qui a conduit à l'ajustement de périmètres de certains arrondissements, soit à la suite de la création de communes nouvelles. Le nombre de communes de l'arrondissement d'Argelès-Gazost est ainsi de 89 en 2015, 88 en 2016 et 87 en 2017.
Au 1er janvier 2024, l'arrondissement groupe les 87 communes suivantes :
1. Adast
2. Adé
3. Agos-Vidalos
4. Les Angles
5. Arbéost
6. Arcizac-ez-Angles
7. Arcizans-Avant
8. Arcizans-Dessus
9. Argelès-Gazost
10. Arras-en-Lavedan
11. Arrayou-Lahitte
12. Arrens-Marsous
13. Arrodets-ez-Angles
14. Artalens-Souin
15. Artigues
16. Aspin-en-Lavedan
17. Aucun
18. Ayros-Arbouix
19. Ayzac-Ost
20. Barèges
21. Barlest
22. Bartrès
23. Beaucens
24. Berbérust-Lias
25. Betpouey
26. Boô-Silhen
27. Bourréac
28. Bun
29. Cauterets
30. Cheust
31. Chèze
32. Escoubès-Pouts
33. Esquièze-Sère
34. Estaing
35. Esterre
36. Ferrières
37. Gaillagos
38. Gavarnie-Gèdre
39. Gazost
40. Ger
41. Germs-sur-l'Oussouet
42. Geu
43. Gez
44. Gez-ez-Angles
45. Grust
46. Jarret
47. Julos
48. Juncalas
49. Lau-Balagnas
50. Lézignan
51. Loubajac
52. Lourdes
53. Lugagnan
54. Luz-Saint-Sauveur
55. Omex
56. Ossen
57. Ossun-ez-Angles
58. Ourdis-Cotdoussan
59. Ourdon
60. Ousté
61. Ouzous
62. Paréac
63. Peyrouse
64. Pierrefitte-Nestalas
65. Poueyferré
66. Préchac
67. Saint-Créac
68. Saint-Pastous
69. Saint-Pé-de-Bigorre
70. Saint-Savin
71. Saligos
72. Salles
73. Sassis
74. Sazos
75. Ségus
76. Sère-en-Lavedan
77. Sère-Lanso
78. Sers
79. Sireix
80. Soulom
81. Uz
82. Viella
83. Vier-Bordes
84. Viey
85. Viger
86. Villelongue
87. Viscos

## Démographie
En 2022, l'arrondissement comptait 37 449 habitants.
| 1968   | 1975   | 1982   | 1990   | 1999   | 2006   | 2011   | 2016   | 2021   |
| ------ | ------ | ------ | ------ | ------ | ------ | ------ | ------ | ------ |
| 42 366 | 40 804 | 40 450 | 39 451 | 38 633 | 39 595 | 38 896 | 38 002 | 37 801 |

| 2022   | - | - | - | - | - | - | - | - |
| ------ | - | - | - | - | - | - | - | - |
| 37 449 | - | - | - | - | - | - | - | - |